# Thomas Stamford Raffles

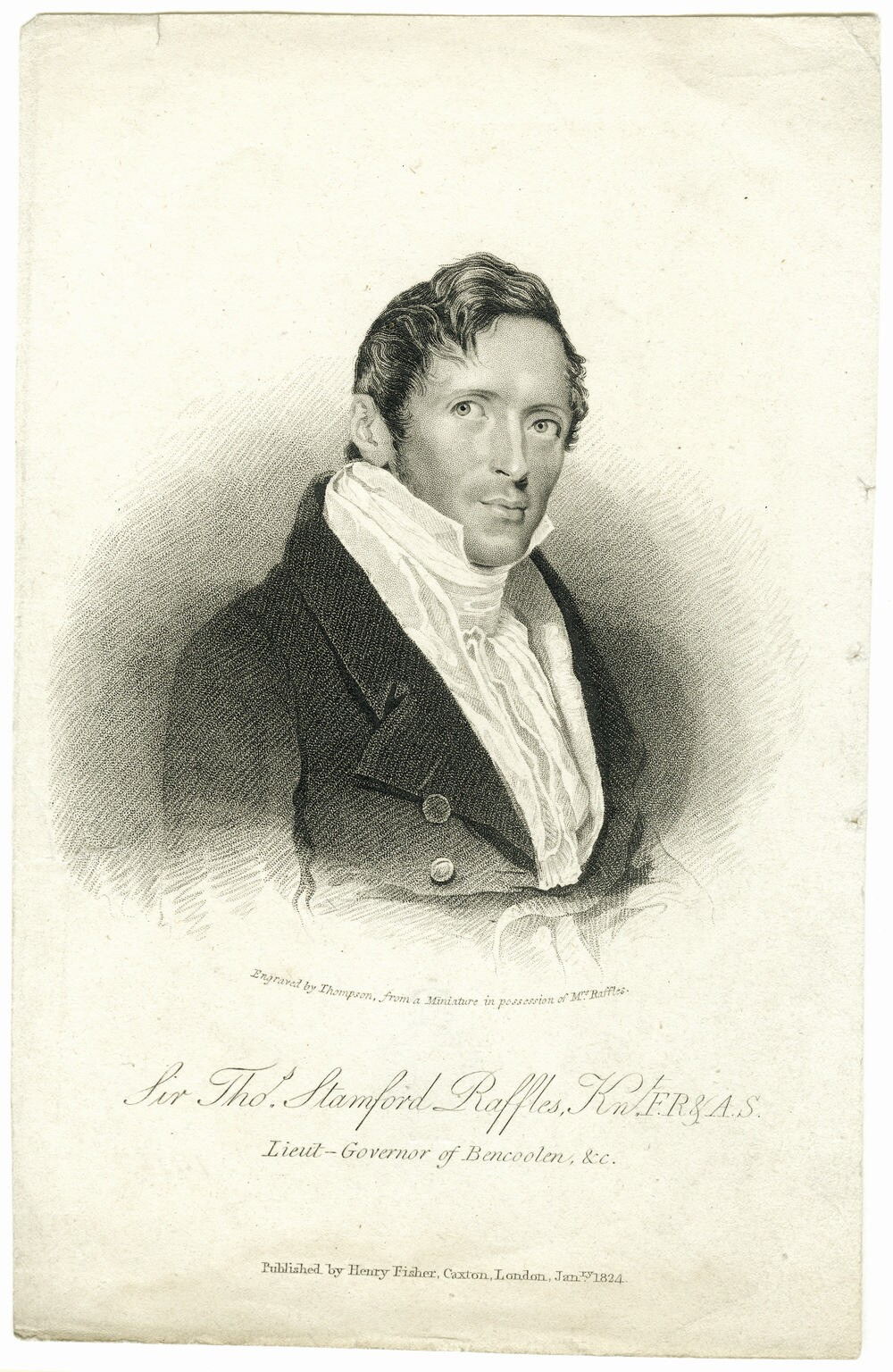
Thomas Stamford Raffles, 1824

Sir Thomas Stamford Bingley Raffles (* 6. Juli 1781 in Port Morant, Jamaika; † 5. Juli 1826 in Highwood Hill, Middlesex, heute zu London) war ein britischer Kolonialadministrator und Forscher. Er war von 1811 bis 1816 Gouverneur des vorübergehend britisch beherrschten Java und von 1818 bis 1824 Gouverneur von Bengcoolen. In dieser Funktion gründete er 1819 eine britische Handelsniederlassung in Singapur und initiierte 1822 einen Stadtentwicklungsplan, womit er den Grundstein für das moderne Singapur legte.

## Frühes Leben
Stamford Raffles wurde am 5. Juli 1781 auf dem Handelsschiff Ann vor der Küste von Port Morant, Jamaika geboren. Sein Vater, der verschuldete Kapitän des Schiffs, Benjamin Raffles († Juni 1797) und seine Frau Anne Raffles (geb. Lyde) waren auf dem Heimweg von den westindischen Inseln nach Großbritannien.
Das wenige Geld, das die Familie verdiente, reichte gerade für die Schule. 1795, im Alter von 14 Jahren, musste Raffles diese aber abbrechen, um seine Mutter und vier Schwestern finanziell zu unterstützen. So begann er in London als Angestellter für die Britische Ostindien-Kompanie zu arbeiten, die das Monopol auf den Handel mit den britischen Kolonien in Ostasien innehatte und viele der britischen Eroberungen in Übersee prägte. Dort kopierte er etwa zehn Jahre lang handschriftlich Briefe, Reporte und andere Texte. Trotz der widrigen Umstände brachte er sich während dieser Zeit mehrere Sprachen bei und studierte selbstständig Naturwissenschaften. Das brachte ihm einen guten Ruf ein.

### Penang
So wurde er 1805 auf die Insel Penang (damals Prince of Wales Island) vor der Westküste Malaysias geschickt, wo seine lange Verbundenheit mit Südostasien begann. Auf Penang wurde er zum stellvertretenden Sekretär des neu eingesetzten Gouverneurs von Penang ernannt. Außerdem heiratete Raffles Olivia Mariamne Devenish, die Witwe eines Chirurgen aus Madras.
Auf Penang beschäftigte sich Raffles intensiv mit der Sprache und Kultur der malaiischen Völker auf der Insel. Diese Kenntnisse, aber auch sein Humor, erweckten das Interesse des Generalgouverneurs von Bengalen, Lord Minto. Dieser schickte ihn nach Malakka, um die Invasion Javas vorzubereiten.

## Java

### Britische Invasion von Java
1811 war das Königreich Holland und damit auch die Kolonie Java vom Kaiserreich Frankreich annektiert worden. Die Insel war schon vorher als Stützpunkt genutzt worden, um britische Handelsschiffe zu kapern und zu zerstören. Am 6. August 1811 landeten die britischen Truppen auf Java. Der Krieg wurde schnell innerhalb von 45 Tagen von Admiral Robert Stopford, General Frederick Augustus Wetherall und Colonel Rollo Gillespie gewonnen und die Insel besetzt. Lord Minto machte Raffles für den Sieg verantwortlich, weshalb er ihn am 11. September 1811 zum Gouverneur (Lieutenant-Governor) von Java ernannte.

### Gouverneur von Java
Raffles regierte nun im Alter von 30 Jahren teilweise selbstbestimmend Java und zahlreiche kleine Inseln mit insgesamt mehreren Millionen Einwohnern. Als seinen Wohnsitz wählte er Buitenzorg (heute Bogor). Zwar setzte Raffles Briten als leitende Beamte ein, behielt aber wie die Franzosen viele niederländische Beamten in der Verwaltung. Er ordnete eine Landesvermessung an, teilte die Insel in sechzehn Verwaltungseinheiten auf und führte eine Bodensteuer ein. Außerdem stellte er dem englischen Vorbild entsprechend den Straßenverkehr auf Linksverkehr um.
Während der relativ kurzen britischen Herrschaft in Java führte Raffles einige bedeutende Militärexpeditionen gegen lokale javanische Prinzen durch, um sie der britischen Herrschaft zu unterwerfen.
Am bedeutendsten war der Angriff auf Yogyakarta am 21. Juni 1812, eine der beiden mächtigsten indigenen Gemeinden in Java. Die Erniedrigung der Bewohner war tiefgreifend. Dieses Ereignis könnte die tief verwurzelte Feindseligkeit gegenüber den europäischen Besatzern angeheizt haben, die schließlich den Java-Krieg der 1820er Jahre auslöste.
Während seiner Amtszeit als Lieutenant-Governor beschränkte Raffles den lokalen Sklavenhandel. Das stimmte mit der Linie der britischen Politik in den asiatischen Territorien überein – Sklaverei blieb allerdings weit verbreitet.
Unter Raffles wurden erstmals zahlreiche antike Denkmäler in Java systematisch katalogisiert. Der erste detaillierte englischsprachige Bericht über den Hindu-Tempel Prambanan wurde von Colin Mackenzie erstellt, während der buddhistische Tempel Borobudur von H. C. Cornelius vermessen und von Vegetation befreit wurde. In seinem Buch The History of Java hat Raffles die Geschichte der Insel seit der Antike beschrieben.
Nach viereinhalb Jahren wurde er allerdings als Gouverneur abgesetzt und durch John Fendall ersetzt. Seine Reformen waren für die Britische Ostindien-Kompanie zu teuer und nicht erfolgreich genug. Außerdem war seine erste Frau gestorben, ein Grund dafür, dass sich sein Gesundheitszustand zusehends verschlechterte.
Auch sein Fürsprecher Lord Minto war verstorben und Java fiel 1815 wieder an die Holländer. So kehrte er 1816 mit beschädigtem Ruf nach London zurück, um seinen Namen reinzuwaschen. Auf dem Weg besuchte er Napoléon Bonaparte auf St. Helena, fand ihn aber unangenehm und unbeeindruckend.

## Aufenthalt in England
In der Gesellschaft Londons kam er gut an. So wurde er 1817 von Prinzregent Georg IV. zum Knight Bachelor geschlagen und in die Royal Society aufgenommen. Mit nach England brachte er seine umfangreiche völkerkundliche Sammlung.
Als 1817 sein Buch The History of Java erschien, hörte er auf, seinen Vornamen Thomas zu verwenden. Stattdessen benutzte er seinen Zweitnamen Stamford, wohl um nicht mit Sir Thomas Sevestre oder seinem Cousin Thomas Raffles verwechselt zu werden. Ebenfalls 1817, am 22. Februar, heiratete er seine zweite Frau, Sophia Hull.
Raffles wurde am 15. Oktober zum Lieutenant-Governor von Bencoolen (heute Provinz Bengkulu in Indonesien) ernannt und brach mit seiner Frau dorthin auf.

## Gouverneur von Bencoolen
Am 19. März 1818 kamen die beiden in Bencoolen vor der Westküste Sumatras an. Trotz des Prestiges, das mit dem Titel des Lieutenant-Governor verbunden war, war Bencoolen ein koloniales Hinterland, dessen einziges relevantes Exportprodukt Pfeffer war. Das einzige, wofür man Bencoolen in Großbritannien kannte, war der Mord an dem früheren Residenten Thomas Parr.
Raffles fand den Ort heruntergekommen vor und machte sich sofort daran, Reformen umzusetzen. Diese ähnelten dem, was er auf Java umgesetzt hatte: Zum Beispiel die Abschaffung der Sklaverei und das Verbot von Hahnenkämpfen und ähnlichen Spielen. Die Sklaven ersetzte er durch ein Sträflings-Kontingent, das ihm aus Indien geschickt wurde.
Zu diesem Zeitpunkt erkannte er die Bedeutung eines britischen Stützpunktes, der die niederländische Vorherrschaft in Südostasien in Frage stellte und, im Gegensatz zu Bencoolen, dauerhaft profitabel sein konnte. Die strategische Position der schlecht gepflegten britischen Kolonien wie Penang oder Bencoolen machte es jedoch unmöglich, diese aufzugeben. Deshalb erkundete Raffles Alternativen in der Gegend – allen voran Bangka, das allerdings nach der Eroberung Javas durch die Briten wieder an die Niederländer abgetreten worden war. Bintan wurde ebenfalls in Betracht gezogen. Die Insel wurde von Francis Light übersehen, bevor er 1786 die britische Niederlassung auf Penang gründete. Wegen seiner Nähe zu Malakka war die Insel im Riau-Archipel eine attraktive Wahl.
In seiner Korrespondenz mit der britischen Verwaltung in Kalkutta betonte Raffles auch die Notwendigkeit, einen gewissen Einfluss auf die einheimischen Häuptlinge auszuüben. Seit der Rückkehr der Niederländer habe dieser stark abgenommen. Thomas Travers wurde von Raffles als Botschafter in die Niederlande entsandt, um über eine Ausweitung der britischen Wirtschaftsinteressen in Südostasien zu verhandeln. Als dies scheiterte und Raffles’ eigene Expeditionen in Bencoolen nur tückisches Terrain und kaum exportfähige Güter fanden, festigte sich sein Wunsch, eine bessere britische Präsenz aufzubauen.

## Gründung Singapurs

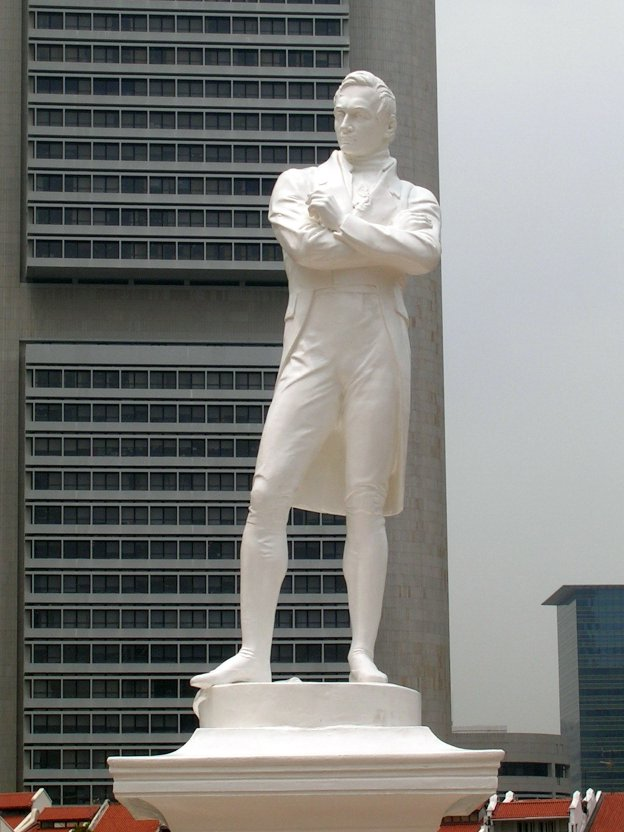
Stamford-Raffles-Statue in Singapur

Ende 1818 segelte Raffles nach Kalkutta, um den neuen Generalgouverneur von Indien, Warren Hastings, davon zu überzeugen, dass ein neuer Stützpunkt nötig sei, um den britischen Handel mit dem fernen Osten zu schützen.
Am 7. Dezember 1818 brach er von Kalkutta auf, um mit Hastings Erlaubnis im Osten der Straße von Malaka eben diesen Stützpunkt zu gründen. Am 29. Januar 1819 erreichte er sein Ziel: eine dünn besiedelte Insel vor der Südspitze Malaysias. Dort verhandelte er mit einem Abgesandten des Sultans von Johor. Nur neun Tage später, am 6. Februar, unterzeichnete er bereits den offiziellen Vertrag mit Sultan Hussein, in dem der Britischen Ostindien-Kompanie die Kontrolle der Insel Singapur übergeben wurde. Eine kleine britische Militärpräsenz und ein Handelsposten wurden eingerichtet.
Damit riskierte er einen Konflikt mit den Niederländern. Offizielle niederländische Beschwerden kamen noch vor Ende des Monats. Raffles versuchte, die Situation zu beruhigen, indem er Major William Farquhar, den Residenten von Singapur, anwies, sich nicht in die Politik der umliegenden Inseln einzumischen. Außerdem wurden seine Handlungen von der britischen Regierung offiziell abgelehnt. Trotz zahlreicher Drohungen und ernsthafter Überlegungen des niederländischen Generalgouverneurs in Java wurden keine militärischen Maßnahmen ergriffen.
In London versuchte Robert Stewart, Viscount Castlereagh, die niederländischen Ängste zu zerstreuen. So erkannten die Niederländer den Vertrag zwischen Raffles und dem Sultan von Johor nicht an, da das Sultanat sich im niederländischen Einflussbereich befunden habe. Es wurden allerdings auch Maßnahmen zur Klärung der Machtverhältnisse in Südostasien unternommen, die letztendlich im Britisch-Niederländischen Vertrag von 1824 gipfelten. Fortan wurde Singapur von den Niederlanden offiziell geduldet.

## Bencoolen 1820–1822
Nach der Gründung Singapurs kehrte Raffles zunächst für drei Jahre nach Bencoolen zurück, von wo aus er auch über Singapur regierte. Damit düpierte er allerdings die Behörden im viel näher an Singapur gelegenen Penang, die sich weigerten, Truppen zu schicken, um die Garnison Singapurs aufzufüllen.
Die Produktion von Lebensmitteln auf Bencoolen wurde ein Problem, doch die Ostindien-Kompanie interessierte sich nur für den Profit und nicht die Bewohner. Raffles führte die Kolonie darauf wie ein Landherr sein Landgut. Seine Ausgaben für den Naturschutz waren ernsthaft verpönt. Sowohl in Kalkutta als auch in London wurde deshalb seine Amtsenthebung diskutiert, während Castlereagh die Verhandlungen mit den Niederländern fortsetzte.
Für Raffles begann 1821 eine Reihe persönlicher Tragödien: Sein ältester Sohn, Leopold Stamford (geb. 1818), starb während einer Epidemie am 4. Juli 1821. Seine älteste Tochter, Charlotte (geb. 1818) und sein jüngster Sohn Stamford Marsden (geb. 1820) waren Ende des Jahres an der Darmkrankheit Dysenterie erkrankt. Zuerst starb sein Sohn am 3. Januar 1822, zehn Tage später folgte Charlotte.
Für vier Monate blieben Raffles und seine Frau Sophia am Boden zerstört. Zu all den Problemen kam noch der Selbstmord von Castlereagh in London und die Absetzung von Hastings, dem Generalgouverneur von Indien. Nun beschloss er, Singapur zu besuchen, bevor er nach England zurückkehrte. Begleitet wurde er von seiner Frau Sophia und ihrem einzigen überlebenden Kind, Ella.
Raffles wurde 1822 zum Mitglied der American Antiquarian Society gewählt.

## Singapur 1822–1823

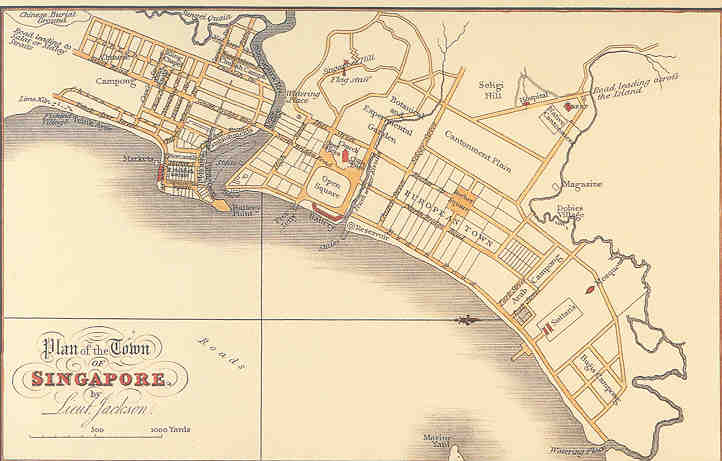
Der als Raffles Town Plan bekannte Plan

Als Raffles im Oktober 1822 nach Singapur zurückkehrte, waren die anfänglich fünfhundert Dorfbewohner auf der Insel zu fünftausend Kaufleuten, Soldaten und Beamten angewachsen.
Raffles war entschlossen, das niederländische Handelsmonopol in der Region zu zerstören und es durch ein Tor für den Handel mit China und Japan zu ersetzen. Um dies zu erreichen, wurde Singapur umorganisiert: Es sollte vom Dorf zu einer modernen Stadt wachsen. Der sogenannte Raffles Town Plan, den der Kapitänleutnant und Vermessungsingenieur Philip Jackson nach Raffles’ Vorgaben entwarf, sah eigene Stadtteile für jede Ethnie vor, um Konflikte zu vermeiden. Außerdem wurden zahlreiche Straßen, Schulen und Verwaltungsgebäude errichtet und der Resident Court, ein Gericht, ins Leben gerufen.
Am wichtigsten war jedoch, dass Singapur zum freien Hafen erklärt wurde. So konnte es am besten mit den Häfen der Region konkurrieren, die von den Niederlanden kontrolliert wurden.
Probleme machte nun Resident William Farquhar. Es gab zahlreiche Berichte über Ärger mit britischen Händlern und Überreaktionen bei kleineren Verstößen gegen das Recht. Dafür wurde er teilweise offiziell von Kalkutta gerügt. Auch die noch von Raffles in Auftrag gegebenen öffentlichen Ausgaben, die von Farquhar durchgeführt wurden, waren überwältigend teuer geworden.
Wiederholt versuchte Raffles Kalkutta zu überreden, einen Ersatz für Farquhar zu schicken; aber seine Briefe blieben unbeantwortet. Als Raffles begann, seinen bevorstehenden Ruhestand zu planen, ernannte Kalkutta schließlich John Crawfurd, der Raffles über zwanzig Jahre begleitet hatte, zum neuen Resident von Singapur, während Captain William Gordon MacKenzie als Gouverneur von Bencoolen übernahm.

## Rückkehr nach England
Mit dem Gefühl, dass seine Arbeit an der Gründung Singapurs beendet war, bestieg er am 9. Juni 1823 ein Schiff nach Hause. Vorher machte er Halt in Batavia, um seine alte Heimat Java und seinen Gegner, den Niederländer van der Capellen, zu besuchen. Ein letzter Halt in Bencoolen folgte. Dort ereignete sich erneut eine familiäre Tragödie, als seine am 19. September geborene Tochter Flora Nightingall am 28. November starb.
Am 2. Februar 1824 brachen Raffles und seine Familie auf der East Indiaman Fame endgültig nach England auf. Das Schiff fing allerdings 50 Meilen vor Bencoolen Feuer. Alle Passagiere an Bord wurden gerettet, während das Schiff selbst völlig zerstört wurde. Bei dem Feuer wurden alle seine Zeichnungen und Papiere vernichtet.
Über ein Jahr nach seiner Abreise aus Singapur, am 22. August 1824, kehrte Raffles schließlich nach England zurück. Sein längster Aufenthalt in Singapur betrug nur acht Monate, trotzdem gilt er bis heute als Gründer von Singapur.
Raffles Gesundheitszustand verschlechterte sich immer weiter. Seine große völkerkundliche Sammlung und seine zahlreichen Erfahrungen brachten ihm den Ruf eines Orientalisten ein.
Ende November 1824 zog er mit seiner Frau nach London in die Berners Street. Der ebenfalls nach London zurückgekehrte Farquhar erhob schwere Anschuldigungen gegen Raffles und verklagte ihn vor dem Gericht der Ostindien-Kompanie. Letztendlich gelangen Farquhars Diskreditierungsversuche nicht und er erhielt nicht den Posten des Residenten von Singapur.
Nachdem diese Frage geklärt war, wandte sich Raffles seinen anderen großen Interessen zu: Botanik und Zoologie. Raffles war Gründer (1825) und erster Präsident (gewählt im April 1826) der Zoological Society of London und des Londoner Zoos.
Inzwischen wurde ihm allerdings nicht nur keine Rente gewährt, sondern er wurde zur Zahlung von 22.000 Pfund Sterling aufgefordert für Verluste, die während seiner Amtszeit aufgetreten waren. Raffles antwortete mit einer ausführlichen Rechtfertigung seiner damaligen Handlungen. Er beschloss auf sein Landgut zu ziehen. Bevor das Problem gelöst wurde, war er bereits viel zu krank.
Er starb an seinem 45. Geburtstag, am 5. Juli 1826, im Highwood House in Mill Hill, seinem Landgut in Nord-London, an einem Hirntumor. Sein Nachlass belief sich auf rund 10.000 Pfund Sterling, die an die Ostindien-Kompanie zur Deckung seiner ausstehenden Schulden gezahlt wurden.
Wegen seiner ablehnenden Haltung gegenüber der Sklaverei wurde ihm die Bestattung in der örtlichen Pfarrkirche (St. Mary’s, Hendon) durch den Pfarrer Theodor Williams verweigert. Dessen Familie hatte in Jamaika am Sklavenhandel ihr Geld verdient. Eine Messingtafel wurde schließlich 1887 aufgestellt. Der tatsächliche Verbleib seines Körpers wurde erst 1914 geklärt, als er in einem Gewölbe gefunden wurde. Als die Kirche in den 1920er Jahren erweitert wurde, wurde sein Grab in die Kirche integriert. Heute markiert eine Bodentafel mit Inschrift sein Grab.
Raffles wurde von seiner zweiten Frau Sophia Hull († 1858) und seiner Tochter Ella († 1840) überlebt. Dreiunddreißig Jahre nach seinem Tod wurde Raffles' umfangreiche Sammlung dem British Museum geschenkt.

## Ehrungen, Mitgliedschaften und Dedikationsnamen

### Biologie
Er hat zahlreiche Pflanzen erforscht, darunter Rafflesia arnoldii und er hat den Kleinkantschil (Tragulus kanchil) erstbeschrieben. Die Pflanzengattung Rafflesia, die Pflanzenfamilie Rafflesiaceae sowie die Kannenpflanzenart Nepenthes rafflesiana tragen seinen Namen. Weitere nach Raffles benannte Taxa sind die Unterart Callosciurus prevostii rafflesii des Prevost-Hörnchens, die Falterfischart Chaetodon rafflesii, der Olivrückenspecht (Dinopium rafflesii), die Unterart Herpestes javanicus rafflesii des Kleinen Mungos und der Vielfarben-Bartvogel (Psilopogon rafflesii).

### Hotels
Das bekannteste Hotel Singapurs wurde nach ihm Raffles Hotel benannt, ebenso das The Stamford von Swissôtel.

### Unternehmen
- Raffles Holdings- als Muttergesellschaft von Raffles International. Es gehört Temasek Holdings.
- Raffles Medical Group- ein privater Gesundheitsdienstleister in Asien, der medizinische Einrichtungen in dreizehn Städten in Singapur, China, Japan, Vietnam und Kambodscha betreibt.
- Yantai CIMC Raffles Shipyard-Schiffbauunternehmen in Yantai. Die Werft ist eine von drei Werften, die von CIMC Raffles Offshore Ltd. betrieben werden.

### Schulen und öffentliche Einrichtungen
- National University of Singapore ging aus dem bis 1949 bestehenden Raffles College hervor
- Raffles Girls' Primary School
- Raffles Girls' School (Secondary)
- Raffles Institution
- Das 1849 gegründete National Museum of Singapore hieß vor 1965 Raffles Museum.
- Stamford International University, Thailand[25]

### Sport
- Raffles Cup (Galopprennsport)

### Transportwesen
- Raffles Lighthouse
- Raffles Place MRT station
- Stamford Road
- Raffles Class – Name der Business Class der Singapore Airlines.[26]

### Mitgliedschaften
Thomas Stamford Raffles war ein aktives Mitglied im Bund der Freimaurer. Er wurde in die Loge Virtue et Artis Amici auf Java aufgenommen. 1813 bekleidete er das Amt des Meister vom Stuhl in der Loge Friendship in Surabaya.

## Werke
- The History of Java. Black, Parbury, and Allen, London 1817, 2 Bände (Digitalisat: I, II)